# Granfalloon
Een granfalloon is  een sociale groep mensen die kiezen voor of aanspraak maken op een gedeelde identiteit of doel, maar waarvan de onderlinge vereniging betekenisloos is. Het begrip is afkomstig van uit de roman
 Cat's Cradle, vertaald als 'Geen kind en geen wieg', van Kurt Vonnegut uit 1963.

## Voorbeelden
De meest voorkomende granfalloons zijn groepen die zijn gevormd op basis van een gedeeld maar uiteindelijk gekunsteld uitgangspunt. Voorbeelden (citaat Vonnegut): 'de Communistische Partij, de Dochters van de Amerikaanse Revolutie, de General Electric Company'.
Een meer algemeen en vaak aangehaald citaat definieert een granfalloon als 'een trotse en betekenisloze vereniging van de mens'. Een ander citaat uit dit boek luidt: Wil je een granfalloon onderzoeken, verwijder dan de huid van een ballon. Het verschijnsel komt ook voor bij bijvoorbeeld fans en hooligans van een voetbalclub (de woonlocatie van een fan heeft geen inhoudelijke relatie met de club), groepsvorming van leerlingen op scholen (los van persoonsvoorkeur), mode- (merkkleding) en muziekstromingen (los van de persoonlijke mode- of muziekvoorkeur) en bezitters van een auto van een specifiek merk (los van de modelvoorkeur).
Bij de vorming en instandhouding van een granfalloon worden methoden gebruikt waarbij individuen worden aangemoedigd zich te identificeren met die bepaalde sociale groep. Daarbij wordt binnen de groep vaak gebruikgemaakt van symbolen, rituelen en overtuigingen. De sociale druk om zich met zo'n groep te identificeren heeft als doel om onderlinge loyaliteit en betrokkenheid van het individu met die groep te versterken.

## Onderzoek
In de sociale psychologie stamt dit concept uit onderzoek van de Britse sociaal-psycholoog Henri Tajfel, waarvan de resultaten zijn bekend zijn geworden als het 'Minimal group paradigm'. In zijn onderzoek stelde Tajfel vast dat vreemden groepen kunnen vormen op basis van volledig irrelevante criteria. In een studie deelde Tajfel proefpersonen in groepen in door het werpen van een munt. Degenen die geplaatst waren in een dergelijke groep, handelden consequent alsof zij ineens familie of vrienden van elkaar waren geworden.
Latere onderzoekers hebben meer inzicht gekregen in dit verschijnsel. Heden te dage is de uitleg opgesplitst in twee fundamentele psychologische processen: een cognitief en een motiverend proces:
- Ten eerste: wanneer men zich associeert met een bepaalde groep (de 'in-group'), zullen diegenen in de groep zich richten op de overeenkomsten tussen de leden. Dit verschilt van mensen die niet in die groep zitten (de 'out-group'). Bij de zogenoemde outsiders focust men op de verschillen die vervolgens worden overdreven. Daarbij kan een self-serving bias ervoor zorgen dat mensen succes aan hun eigen capaciteiten of talenten toeschrijven (interne attributie), terwijl ze hun falen meer toeschrijven aan de omstandigheden of fouten van anderen (externe attributie).
- Ten tweede: sociale groepen vormen een bron van eigenwaarde en trots.